# 電磁場解析
電磁場解析（でんじばかいせき、英語: electromagnetic field analysis）とは、マクスウェルの方程式を解くことにより、対象物と電磁場の相互作用を解析することである。過去には、マクスウェルの方程式から導出される偏微分方程式を解析的に解くことを指していたが、現在はもっぱらコンピュータによって数値計算することを指す。
工学分野では、電磁界解析という。電磁場解析には、静電場（静電界）解析、静磁場（静磁界）解析、電磁誘導解析、電磁波解析等が含まれる。このうち、電磁波解析は高周波回路や無線通信用回路、アンテナやレーダー等の設計・解析、電磁環境適合性 (EMC) 回折格子などに使用される。また、比較的低周波（数十Hz - 数百Hz）の磁界解析は、モーターなどの回転器やリニアアクチュエータの設計などに用いられる。

## 計算電磁気学 (CEM)
コンピュータを用いて電磁場の解析を行う分野を 計算電磁気学（英語: computational electromagnetics; CEM) と呼ぶ。
散乱・放射・導波路などのようないくつかの現実の電磁界問題は、使用される物質の不規則な形状が複雑に関連しており、分析的に手計算することが不可能である。そのため、媒体と境界状態の様々なマクスウェルの方程式の補助方程式は、コンピュータにより計算される。計算電磁気学は、アンテナ・レーダー・衛星などの通信システム、ナノフォトニックデバイス、高速シリコンエレクトロニクス、医療画像処理、携帯電話のアンテナなど様々なアプリケーションの設計とモデリングにおける重要な分野である。
計算電磁気学 (CEM) は、通常、問題の対象物について解く場合、対象物の領域の周りにある電界と磁界をコンピュータで計算することによって計算し問題を解く（言い換えると、計算電磁気学 (CEM) で任意形状のアンテナ構造について解析するには、アンテナの電磁波放射パターンについて計算する）。
電磁波の電力進行方向（ポインティング・ベクトル）、導波路の正常モード、媒体による電磁波の分散、そして、散乱などは、電磁界解析において重要な項目であり、これらは全て電界と磁界の関係からコンピュータを用いて計算することができる。計算電磁気学のモデルは、対称性を仮定したり、現実の構造を、筒状や球状あるいはその他の規則正しい幾何学的な形状に簡素化する。計算電磁気学のモデルは、徹底的に対称性を利用することによって、解析対象のシステムの次元を3次元から、2次元、更には 1次元にまで減少させることがある。計算電磁気学は、前述の幾つかの重要事項に挙げたような様々な問題を定式化できる。計算電磁気学の固有値定式化を用いることによって、特定の構造について、定常状態の正常モードを計算することができる。
過渡応答やインパルスによる電磁界への影響は、時間領域の電磁界解析手法であるFDTD法によって、より正確にモデル化される。曲面を含む物体は、有限要素法 (FEM) や、非直交のグリッドを使用することによって、より正確に扱うことができる。ビーム伝播法 (BPM) は、導波路での電力の流れを解析する。以上のように、いくつかの手法によりある媒体の電磁界や電力の関係をモデル化できる場合でも、解析を行う応用分野ごとに計算電磁気学で使われるモデルが決まってくる。

## 解析方法
コンピュータを用いた電磁界解析では、一般的に（直交あるいは非直交の）グリッドと呼ばれる空間の離散化（分割）し、媒体をモデル化した後、各グリッドごとにマクスウェルの方程式を解く。当然、計算に使われる空間の離散化は、コンピュータのメモリを消費するため、グリッドの数が多くなるほど、方程式を解く時間が長くなる。
大規模な電磁界解析では、コンピュータで使用するメモリ量や、CPU時間などにより、計算の制限を設定する。2007年現在、計算電磁気学では、スーパーコンピュータや、高性能クラスタ、ベクトルプロセッサ、そして、並列コンピュータ上で電磁界解析を実行することを問題としている。
電磁界解析で用いられる定式化の典型的なものを、次に挙げる。
- 全時間領域の各瞬間でマクスウェルの方程式を解く。
- 有限要素法 (FEM) でモデル化されているときは、基本式の係数をまとめた逆行列を解く。
- 転送行列法（英語版）を用いる場合は、行列の積を解く。
- モーメント法 (MoM)を使う場合は、積分方程式を解く。
- 分割ステップ法（英語版）やビーム伝播法（英語版） (BPM) により計算する場合は、FFTと逆FFT (IFFT) を解く。

## 解析方法の選択
電磁界解析を行わなければならなくなったときに、どの手法を選ぶかは十分に検討する必要がある。積分方程式による解析を行うのか、それとも、微分方程式による解析を行うのか。そして、どのような時にどのような理由で高周波回路の近似が使われているのか理解しておく必要がある。

### 双曲型偏微分方程式のマクスウェルの方程式
双曲系の偏微分方程式としてマクスウェルの方程式を定式化できる。これは双曲型偏微分方程式を数値解析するための強力な数学理論を提供する。
今、電磁波はx-y平面を伝播し（電力進行方向がx-y平面）、磁界がz軸方向にあると仮定する。この場合、電界はx-y平面にある。この電磁波は、TE波 (Transverse Electric wave) と呼ばれる。
2次元平面で、かつ誘電分極がないという条件が与えられている場合、マクスウェルの方程式は以下のように定式化できる。
{\displaystyle {\frac {\partial }{\partial t}}{\bar {u}}+A{\frac {\partial }{\partial x}}{\bar {u}}+B{\frac {\partial }{\partial y}}{\bar {u}}+C{\bar {u}}=g}
ここで、u、A、BおよびCは次のように定義される：
{\displaystyle {\bar {u}}=\left({\begin{matrix}E_{x}\\E_{y}\\H_{z}\end{matrix}}\right)}

{\displaystyle A=\left({\begin{matrix}0&0&0\\0&0&{\frac {1}{\epsilon }}\\0&{\frac {1}{\mu }}&0\end{matrix}}\right)}

{\displaystyle B=\left({\begin{matrix}0&0&{\frac {-1}{\epsilon }}\\0&0&0\\{\frac {-1}{\mu }}&0&0\end{matrix}}\right)}

{\displaystyle C=\left({\begin{matrix}{\frac {\sigma }{\epsilon }}&0&0\\0&{\frac {\sigma }{\epsilon }}&0\\0&0&0\end{matrix}}\right)}

## 積分方程式による解析

### 離散双極子近似 (DDA)
離散双極子近似(discrete dipole approximation; DDA)は、任意形状の対象物による電磁界の散乱と吸収を柔軟に計算できる手法である。定式化は積分形のマクスウェル方程式に基づいている。離散双極子近似(DDA)は、分極可能な箇所の有限な配列によって連続な対象物を近似する。分極された箇所は、各部分の電場に対応する双極子モーメントを持つ。もちろん、双極子は電場を介してお互いに作用するため、離散双極子近似(DDA)はしばしば結合双極子近似とも呼ばれる。結果として、線形的な連立方程式は、一般的に共役勾配法による反復法を用いて解く。離散化行列には対称性があるため(積分形のマクスウェル方程式は畳み込みの形となるため)、共役勾配法による反復計算を行っている間、行列とベクトルを掛けるのに高速フーリエ変換を使用することができる。

### モーメント法(MoM)・境界要素法 (BEM)
モーメント法(method of moments; MoM)すなわち境界要素法(boundary element method; BEM)は、積分方程式 (「境界積分形」とも呼ばれる) として定式化された線形偏微分方程式を解く数値解析の手法である。境界要素法(BEM)は、流体力学、音響学、電磁気学、破壊力学、および可塑性解析など、工学と科学の多くの分野で適用できる。
1980年代以降、境界要素法(BEM)はますます一般的に用いられるようになっている。境界要素法(BEM)は、偏微分方程式で定義された空間の全ての値を計算するというよりは、むしろ境界値だけについて計算するため、体積に対する表面積の比が小さい場合は、メモリの量やCPU時間といったコンピュータ・リソースの問題においてかなり効率的である。概念的に、境界要素法(BEM)は、モデル化された表面上で「メッシュ」を構成し問題を解く。しかしながら、多くの問題において、境界要素法(BEM)は体積を離散化する手法 (有限要素法、有限差分法、有限体積法より、かなり非効率的となる。境界要素法による定式化は、通常、全てにデータの入った行列を生じさせる。これは、データ量と計算時間が、解析対象物の大きさの二乗に応じて増加する傾向があることを意味する。
境界要素法(BEM)とは対照的に、有限要素行列は、(各要素は局所的に接続されるだけのため) 行列に必要なデータ量は 通常 解析対象物の大きさに比例して大きくなる。これらの (二乗で増えるデータ量の) 問題を改善するために、圧縮のテクニック(例えば、多重極展開やアダプティブ・クロス近似 (Adaptive Cross Approximation; ACA) / 階層行列(hierarchical matrices))を使用できる。ただし、圧縮を行う場合は、圧縮追加の複雑さによる労力と、解析する問題の性格や幾何学的形状に大きく影響される成功率を十分に検討する必要がある。
境界要素法(BEM)はグリーン関数によって計算できる問題に適用可能である。通常、グリーン関数で解く問題は、線型で均質である媒体の領域について扱う。これは境界要素を有効に適用できる問題の範囲と一般性に関して大幅な制限を与える。境界要素法(BEM)の定式化で、非線形の問題も扱うこともできる。この場合、一般的に体積の積分方程式を導くことになるが、問題を解こうとする前に体積を離散化する必要があり、境界要素法(BEM)で最もよく引用される（均一物質を境界だけで解くという）利点が無くなることになる。

#### ソフトウェア
境界要素法(BEM)を使ったソフトウェアの例：
- Agilent Technologies社, Momentum
- Vector Fields社 Concerto
- CST社, CTS MICROWAVE STUDIO, 積分方程式解析ソフト
- Numerical Electromagnetic Code (NEC)
- Sonnet社,  モーメント法解析ソフト
- Sigrity, SpeedXP
- EMC Studio, 全波電磁界解析ソフト, TriD, EMCoS
- Scientific Instrument Service社, CPO (Charged Particle Optics)
- IDS S.p.A., ADF
- Efield ESI Group

### 高速多重極法 (FMM)
高速多重極法(fast multipole method; FMM)は、モーメント法(MoM)(境界要素法)やエバルトの方法のような手法の代わりに適用されるコンピュータ上での電磁界解析手法である。高速多重極法(FMM)は、正確なシミュレーション手法であり、モーメント法(MoM)より計算上効率的である。メモリとプロセッサ実行時間ともに、モーメント法(MoM)より必要量が大幅に減る。高速多重極法(FMM)は、多重極展開の手法に基づいており、GreengardとRokhlinによって最初に導入された。高速多重極法(FMM)は、モーメント法(MoM)の高速化に利用できる。

#### リンク
- Leslie Greengard - ニューヨーク大学Leslie Greengard（英語版）のページ。幾つかのオープンソースな高速多重極法(FMM)のコードにリンク等。
- Ramani Duraiswami - メリーランド大学Ramani Duraiswamiのページ。JAVA Animation of the Fast Multipole Method、FMMの講義、コマーシャルソフトウェア等。
- Rio Yokota - KAUST（英語版）横田理央のページ。ExaFMM, gemsFMM, PetFMM他。

#### ソフトウェア
高速多重極法(FMM)とマルチレベルFMM(MLFMM)を使用するソフトウェアの例：
- Puma-EM モーメント法(MoM)/マルチレベルFMMによる高機能で並列処理の可能なオープンソースの電磁界解析ソフト
- KIFMM3d
- FastFieldSolvers
- ExaFMM
- GemsFMM
- PetFMM
- Altair Feko

### 部分要素等価回路 (PEEC)
部分要素等価回路(partial element equivalent circuit; PEEC)は、電磁界と回路を結合した解析に適した、三次元の全波モデル化手法である。モーメント法(MoM)と異なって、部分要素等価回路(PEEC)は、DCから最高周波数まで、分割の設定している全てのスペクトルで解析が可能な手法である。部分要素等価回路(PEEC)法では、積分方程式はキルヒホッフの電圧則(KVL)とみなして、部分要素等価回路(PEEC)の基本的なセルに適用される。そして、このことは、三次元の幾何学形状において完全な回路動作を解決する方法となる。等価回路による定式化は、SPICEタイプの回路素子を容易に追加することを可能にする。さらに、この方法によるモデルと解析方法は、時間領域と周波数領域の両方に適用することができる。部分要素等価回路(PEEC)モデルから生じる回路方程式は、修正ループ解析法(MLA; modified loop analysis)や修正節点解析法(MNA; modified nodal analysis)による定式化を使用することで容易に構成できる。部分要素等価回路(PEEC)は、DC解析を提供すること以外に、この(MLAやMNAといった)種類の問題について、様々な種類の回路素子を適切な型の行列で直接的に含めることができるため、モーメント法(MoM)よりもいくつもの他の利点を持っている。最近では、非直交の幾何学形状を扱うことができるように部分要素等価回路(PEEC)法が拡張されている。このモデル拡大(従来の直交座標系での定式化と一致している)は、より一般的な四角形(2次元)や6面体(3次元)の要素に加えた幾何学のマンハッタン表現を含む。これにより、未知の数を最小限に保つことができ、その結果、非直行な幾何学形状においてもコンピュータの時間を短縮することができる。

## 微分方程式による解析

### 時間領域差分法 (FDTD)
時間領域差分法（Finite-difference time-domain method; FDTD法）はポピュラーな計算電気力学モデリング手法である。FDTD法は分かり易くて、ソフトウェアで実装するのが簡単になるように考慮されている。
FDTD法が時間領域法であるため、一度シミュレーションを実行することにより、広い範囲の周波数領域を解くことができる。FDTD法は、一般的なグリッドを使った微分型の時間領域数値解析モデル化手法に属する。（偏微分型の）マクスウェルの方程式は、中央差分方程式に変換され、離散化された後、ソフトウェアに実装される。方程式はリープフロッグ法で解かれる： まず、設定により与えられた時間領域の最初の時刻について、電場が解かれる。そして、時間領域の次の時刻で、磁場が解かれる。その後は、この過程が何度も繰り返される。
基本的なFDTDアルゴリズムは、1966年に IEEE Transactions on Antennas and Propagation で Kane Yee が発表した論文に遡る。「Finite-difference time-domain」という名称とその略語「FDTD」は、IEEE Transactions on Electromagnetic Compatibility で1980年に Allen Tafloveによって発表されたの論文で初めて使われた。1990年頃以降、FDTD法は、物質の形状と電磁波との相互作用を扱う科学や工学の様々な問題をモデル化するための主要な方法となった。現在のFDTDによるモデル化の応用は、DC近辺（全地球電離層導波路を含む超低周波の地球物理学）から高周波（レーダーシグネチャ技術、アンテナ、無線通信デバイス、デジタルの相互接続、生物医学画像処理）、そして可視光（フォトニック結晶、ナノプラズモニクス、ソリトン、バイオフォトニクス）に至る範囲に及ぶ。
現在では、FDTD法を単色波に最適化したNS-FDTD法（非標準FDTD法）も存在し、これは元のFDTD法よりも飛躍的に高い精度で計算できる。

### 多重解像度時間領域法 (MRTD)
多重解像度時間領域法（multiresolution time-domain; MRTD）は、ウェーブレット解析を基本として、FDTD法を適応型に変換した手法。

### 有限要素法 (FEM)
有限要素法（finite element method; FEM）では、まず適切な偏微分方程式(PDE)および境界条件から境界値問題を設定し、重み付き残差法により弱形式（積分汎関数）を導出する。次に、解析領域に有限個の計算点を定義し、その点を用いて解析領域を適切に分割する（線分、三角形、四面体などの形状関数を使う）。そして、ガラーキン法などで弱形式を離散化し、線形連立方程式を構築する。そして、最後にその連立方程式を解くことで、計算点における近似解を求める。
有限要素法は、定常状態の問題を解くことを基本とする。離散化において、スカラー場を計算する場合はスカラー形状関数を、ベクトル場を計算する場合はベクトル形状関数を用いる。しかし、ベクトル場を計算する方が煩雑になるため、スカラー場の計算で代用できる問題では、スカラー場を計算する方がよい。
偏微分方程式の数値計算は、解析に使う近似式を作り出すことが肝要である。有限要素法は要素分割の自由度が高いため、差分法（FDTD法）などと比べて精度が高くなる。電磁界解析を行う領域が複雑な領域であるか、要求される精度が全領域で変化する場合、有限要素法は偏微分方程式を解くための良い選択肢となる。
静電場などを計算する場合、支配方程式にはポアソン方程式が用いられ、これを定式化すると最終的には連立1次方程式ができる。また、電磁波などを計算する場合、支配方程式にはヘルムホルツ方程式が用いられ、これを定式化すると最終的には1次の固有方程式ができる。

### 有限積分法 (FIM)
有限積分法(finite integration technique; FIT)

### 擬似スペクトル時間領域法 (PSTD)
擬似スペクトル時間領域法（pseudospectral time domain; PSTD）は、一定時間内にマクスウェルの方程式の計算を完了させるための方法として、離散フーリエ変換か離散チェビシェフ変換のどちらかを使用し、2-Dまたは3-Dの単位格子に配置される電場と磁場ベクトル成分の空間的な伝播を計算する。
PSTD法は、FDTD法と同等程度の無視できるほど少ない位相・速度・異方性の数値解析誤差しか発生しない。したがって、PSTD法は非常に大きなサイズの問題をモデル化することができる。
マクスウェルの方程式を解くためのPSTD法に関する最近の総合的な概要は、A. Taflove, S. C. Hagness 編「Computational Electrodynamics: The Finite-Difference Time-Domain Method」内の Q. Liu と G. Zhao 著による 17章「Advances in PSTD Techniques」を参照のこと。

### 擬似スペクトル空間領域法 (PSSD)
擬似スペクトル空間領域法（Pseudo Spectral Spatial Domain; PSSD）は、電磁波の伝播する空間的な方向を選択することによって、マクスウェルの方程式を解く。したがって電場と磁場は、時間の関数として扱われ、さらに(可能であれば)特定の空間的な横軸の次元の関数としても扱われる。一時的な伝播が高速フーリエ変換を用いて周波数領域で計算されるため、この手法は擬似スペクトルである。電場と磁場が時間の関数として扱われるため、この手法により、伝播媒体の任意の分散を最小限の労力ですばやく正確にモデル化できる。J.C.A. Tyrrell他,  J.Mod.Opt. 52, 973 (2005) を参照。

### 伝送路行列 (TLM)
（SPICEやHSPICEなどのような）回路シミュレータが直接解析できる集中定数素子の集合や、素子を用いた固有の回路網、あるいは、Sパラメータ行列を用いるなど、いくつかの手法で伝送路行列（Transmission Line Matrix; TLM）を定式化できる。多くの電磁界解析ソフトウェアがFDTDで解析可能であるという傾向があるが、伝送路行列（TLM）は能力においてFDTDと同じく非常に柔軟性のある解析手法である。

## そのほかの方法

### 固有モード展開 (EME)
固有モード展開(EigenMode Expansion; EME)

### 物理光学 (PO)
物理光学（physical optics; PO）は、光学・電気工学および応用物理学では、高周波近似（短波長近似）という名称で一般的に使用されている。物理光学（PO）は、波動効果を無視する幾何光学と、厳密な理論を扱う全波の電磁気学の、中間的な手法である。「物理（physical）」という言葉は、幾何光学（geometric optics）や光線光学（ray optics）より物理的であることを意味し、正確な物理の理論であるということを意味するわけではない。
伝播した電磁場や拡散した電磁場を計算するために、表面の電磁場と、その表面を通過する電磁場を積分法を用いて見積もり、光線光学を使用して近似を行っている。物理光学（PO）での近似は、問題の詳細が摂動として扱われるという点で、ボルン近似に類似している。

### 回折均一理論 (UTD)
回折均一理論（Uniform theory of diffraction; UTD）は、電気的に小さい不連続や、同一点で一次元以上の不連続について、電磁気学の散乱問題を解くための高周波解析手法である。
回折均一理論は、準光学として近接電磁場を近似し、それぞれの物体と光源の回折関係を示す回折係数を解決するために、光線回折を使用する。これらの係数は、回折点から遠方での各方向について電磁界の強さと位相を計算するために使用される。そして、これらの電磁界は、完全な解を得るために入射電磁界と反射電磁界に加えられる。

## 検証
検証は、多くの電磁界シミュレーションソフトウェアの大きな問題の1つである。ユーザは、現在開発されているシミュレーションによって、シミュレーションできる有効な範囲を理解して習得しなければならない。シミュレーションが正しいか間違っているかということでなく、「結果は現実からどれくらい外れているか?」を確認する必要がある。
この質問に答えるために、以下の3ステップで検証する：
- シミュレーション結果と分析公式での比較
- 解析手法間での相互比較
- 測定とのシミュレーション結果の比較

## 電磁場解析ソフトウェア
電磁界シミュレータ (electromagnetic field solver) とも言う。解析可能な構造の次元によって、2.5次元と3次元に分けられる。
2.5次元のシミュレータでは、例えば多層配線基板のように、複数の層で構成され各層に2次元の図形が存在する構造を解析することができる。しかし、同一の層には異なる電気物性をもつ構造を配置することはできない（異なる2つの層を接続するスルーホールを除く）。
以下に主な電磁場解析ソフトウェアを挙げる。

### 2.5次元
- ADS Momentum (Agilent社)
- EMSight (AWR社)
- Planar EM (Ansoft社) ... モーメント法 (MOM法) による解析。
- SONNET（ソネット技研）（Sonnet Software Inc.） ... モーメント法 (MOM法) による解析。

### 3次元
- EMS (EMWorks社) ... 有限要素法 (FEM法) による解析。SolidWorks完全アドイン。
- EMPro (Agilent社) ... 有限要素法 (FEM法) および 時間領域差分法 (FDTD法) による解析。
- HFSS (ANSYS社) ... 有限要素法 (FEM法) による解析。
- CST Studio Suite (Dasssult Systems社) ... 有限積分法 (FIT法) および 完全境界近似法 (PBA法) による解析。
- MagNet6 (Infolytica Corporation社)
- JMAG (JSOL社)
- FDTD Solutions (Lumerical Solutions社)
- FIDERITY (Zeland Software社)
- IE3D (Zeland Software社)
- KeyFDTD (科学技術研究所)
- XFDTD (Remcom社)
- Femtet (ムラタソフトウェア社)...有限要素法 (FEM法) による解析。
- EMSolution（サイエンスソリューションズ社）
- PHOTO-Series（フォトン）
- Poynting（富士通) ... FDTD法による解析。
- WIPL-D（WIPL-D(Japan), Inc.）（WIPL-D d.o.o） ... 有限要素法 (FEM法) による解析。
- Qm (シフトロック) ...　磁気モーメント法による解析。
- CEM One (日本イーエスアイ)
- ELF-Series (エルフ)
- Altair Feko (Altair社) ...MoM法、MLFMM法、FEM法、FDTD法、UTD法、PO法、RLGO法、ハイブリッド法
- Altair Flux (Altair社) ...FEM法、PEEC法

## 関連図書など
- 守末利弥：「数値電磁気学のためのゲージ理論」、森北出版（計算電気・電子工学シリーズ 10）、ISBN 4-627-71600-1（1996年4月15日）
- 本間利久、五十嵐一、川口秀樹：「数値電磁力学：基礎と応用」、森北出版、ISBN 4-627-71641-9 (2002年7月3日).
- 電気学会(編)：「計算電磁気学」、培風館、ISBN 4-563-06723-7 (2003年7月4日).
- 五十嵐一、亀有昭久、加川幸雄、西口磯春、A.ボサビ：「新しい計算電磁気学」、培風館、ISBN 4-563-06731-8 (2003年12月10日).
- 橋本修：「実践FDTD時間領域差分法」、森北出版、ISBN 4-627-91901-8 (2006年9月21日).
- 宇野亨(編著)、何一偉、有馬卓司：「数値電磁界解析のためのFDTD法：基礎と実践」、コロナ社、ISBN 978-4-339-00884-5 (2016年5月25日).